# Salamandrina terdigitata
Espèce
Synonymes
- Salamandra terdigitata Bonnaterre, 1789
- Salamandra tridactyla Daudin, 1803
- Salamandra imperati Costa, 1828

Statut de conservation UICN

 LC  : Préoccupation mineure
Salamandrina terdigitata, est une espèce d'urodèles de la famille des Salamandridae, appelée salamandrine à lunettes comme l'autre espèce de son genre, Salamandrina perspicillata. 

## Répartition
Cette espèce est endémique d'Italie. Elle se rencontre au Sud de Naples dans les Apennins de 50 à 1 500 m d'altitude,.

## Description

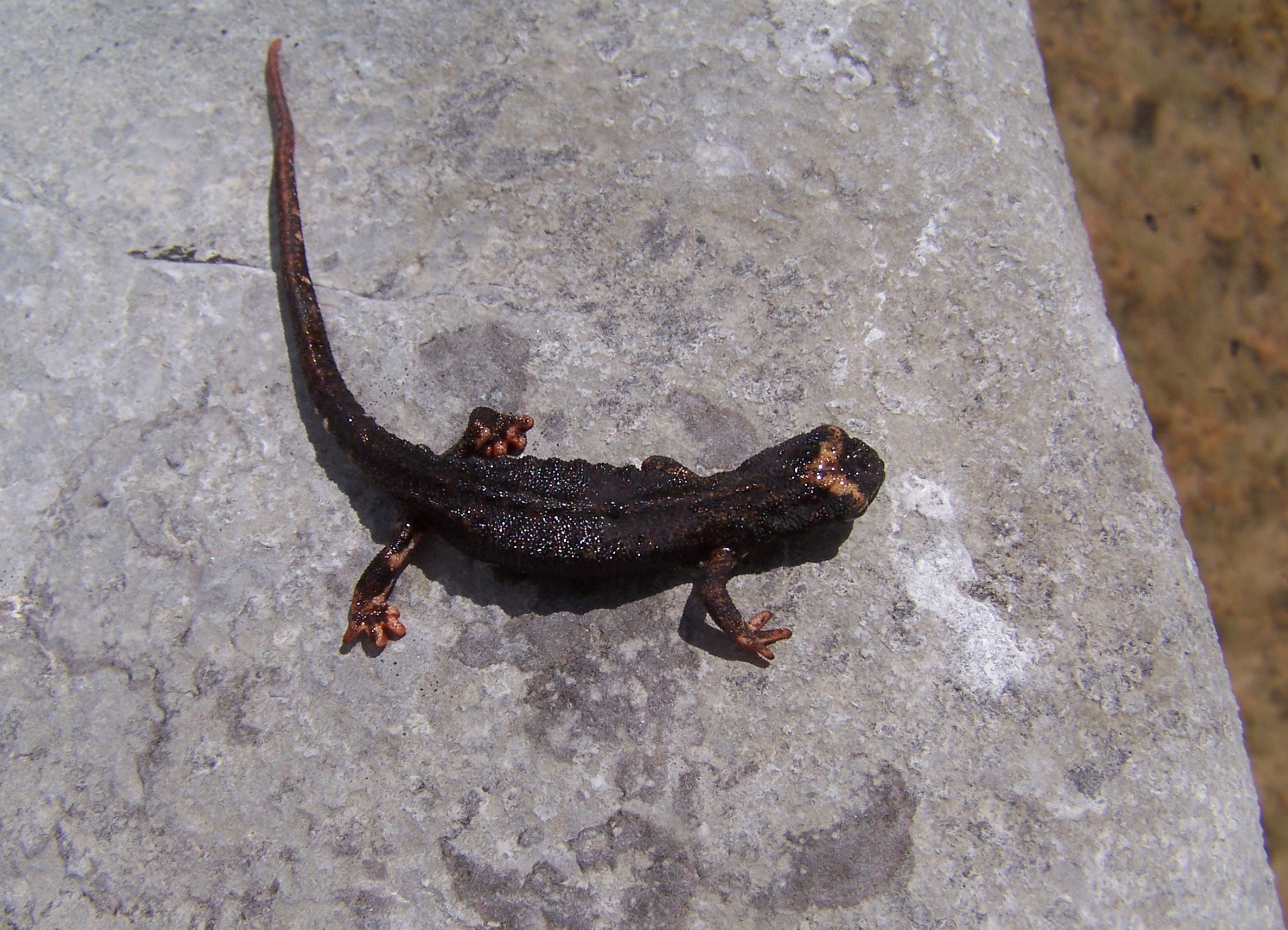

Salamandrina terdigitata mesure de 30 à 70 mm (maximum observé 97 mm avec une femelle). Son dos est brun foncé ou gris noirâtre. Sa tête est ornée, entre les yeux, d'une marque en forme de V, plus ou moins nette et de couleur blanchâtre ou jaunâtre. Sa queue est en partie rougeâtre. Son ventre varie du blanc au grisâtre avec de petites taches gris foncé ou noires. Pas de dimorphisme sexuel apparent si ce n'est des pattes plus développées et une tête plus large.

## Comportement
Lorsqu'elle est en danger Salamandrina terdigitata s'arc-boute, amenant l'extrémité de la queue en contact avec son museau, ce qui lui permet de présenter au prédateur potentiel les couleurs vives de son ventre, signe de danger. Ceci constitue le réflexe d'Unken.

## Publication originale
- Bonnaterre, 1789 : Histoire Naturelle des Quadrupèdes Ovipares et des Serpens, des Poisson et des Cetaces. Quarto edition, vol. 1, Paris: Hôtel de Thou.